# دیس

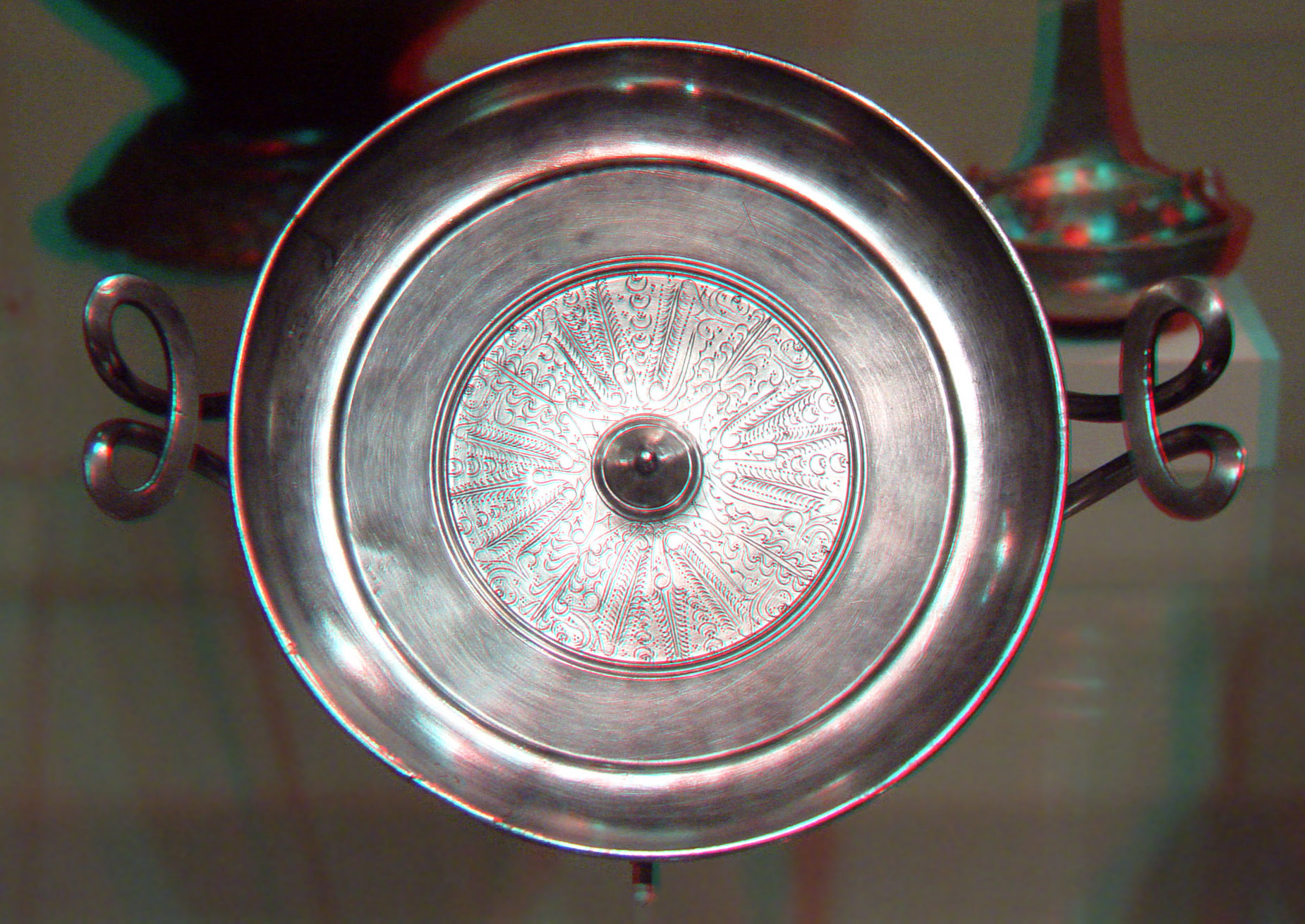
دیس یونانی سرو غذا.

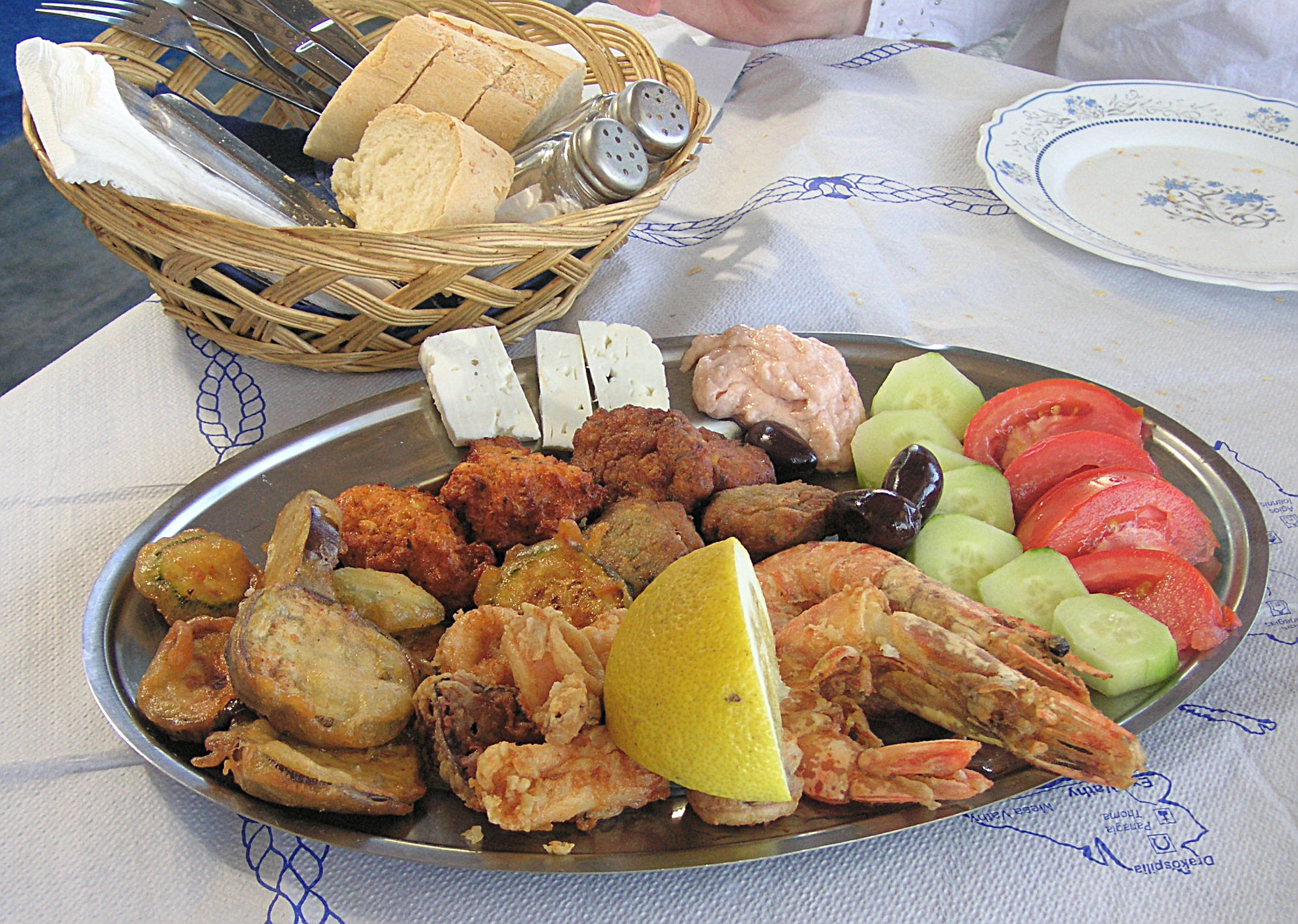
دیس یونانی.

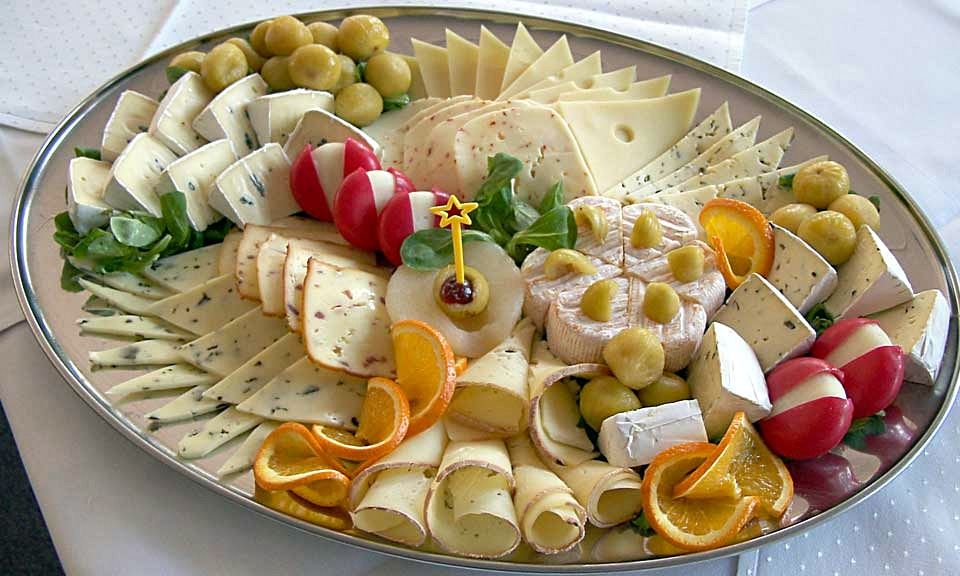
دیس پنیر.

دیس ظرف لبه کوتاهی است که بزرگتر از بشقاب بوده و برای نمایش غذا پیش از توزیع و تقسیم آن در بشقاب به کار می‌رود. دیس در اشکال دایره، بیضی، مستطیل و چندضلعی وجود دارد. دیس‌ها از جنس فلزات گوناگون، سرامیک، ملامین، شیشه و بلور یا آرکوپال تولید شده و به صورت ساده یا گل دار عرضه می‌شوند. در مراسم تشریفاتی از دیس‌های نقره نیز استفاده می‌شود. به ندرت دیسی از طلا ساخته می‌شود. در میهمانی‌های رسمی، دیس از سمت چپ میهمان در اختیار وی قرار می‌گیرد.